# Công viên Trung tâm Songdo
Công viên Trung tâm Songdo (tiếng Hàn: 송도 센트럴파크) là một công viên công cộng ở khu đô thị mới Songdo, Incheon, Hàn Quốc. Công viên là hạng mục chính trong kế hoạch không gian xanh của khu kinh doanh quốc tế Songdo, lấy cảm hứng từ Công viên Trung tâm ở thành phố New York. Công viên là khu vực công cộng nằm trong trung tâm thành phố quốc tế đầu tiên của Hàn Quốc, với diện tích rộng 41 ha, công viên chiếm gần 10% tổng diện tích toàn khu vực. Nó phục vụ để kết nối với các điểm đến văn hóa khác nhau bằng cách cung cấp một con kênh nước biển tự làm sạch mỗi 24 giờ. Công viên cũng trưng bày tác phẩm điêu khắc và tác phẩm nghệ thuật như kiến trúc kim loại tương lai mới Tri-Bowl. Dự án được phát triển bởi Gale International và POSCO E&C.

## Tiện nghi
Công viên đã trở nên phổ biến với các gia đình ở Songdo và Incheon, thu hút khách du lịch trong ngày từ khu vực Seoul. Khu vực rừng cây trong công viên cũng được lấp đầy các lều và người cắm trại vào ban ngày và cuối tuần. Một cái sân ở khu phía đông của công viên có những quán cà phê và nhà hàng nhỏ, có sẵn ca nô cho thuê. Dịch vụ taxi nước băng qua bên kia hồ phục vụ nhu cầu vận chuyển và du lịch.
Có thể đến Công viên Trung tâm từ khu mua sắm Songdo Canal Walk gần đó hoặc bằng ga công viên trung tâm của tàu điện ngầm Incheon tuyến 1.

## Trong văn hóa phổ biến
Một số cảnh trong phim ca nhạc Gangnam Style năm 2012 của Psy được quay tại Công viên Trung tâm Songdo. Đầu tiên, có một cảnh trong bãi đậu xe ngầm. Đây là nơi Psy có một trận đấu nhảy với Yoo Jae-suk là người đang mặc một bộ đồ màu vàng. Ngoài ra, còn có một cảnh quay khác trong thang máy của cùng một tòa nhà. Noh Hong-chul lắc hông trong khi Psy đang ở bên dưới anh ta khi cánh cửa thang máy đóng lại.

## Thư viện ảnh

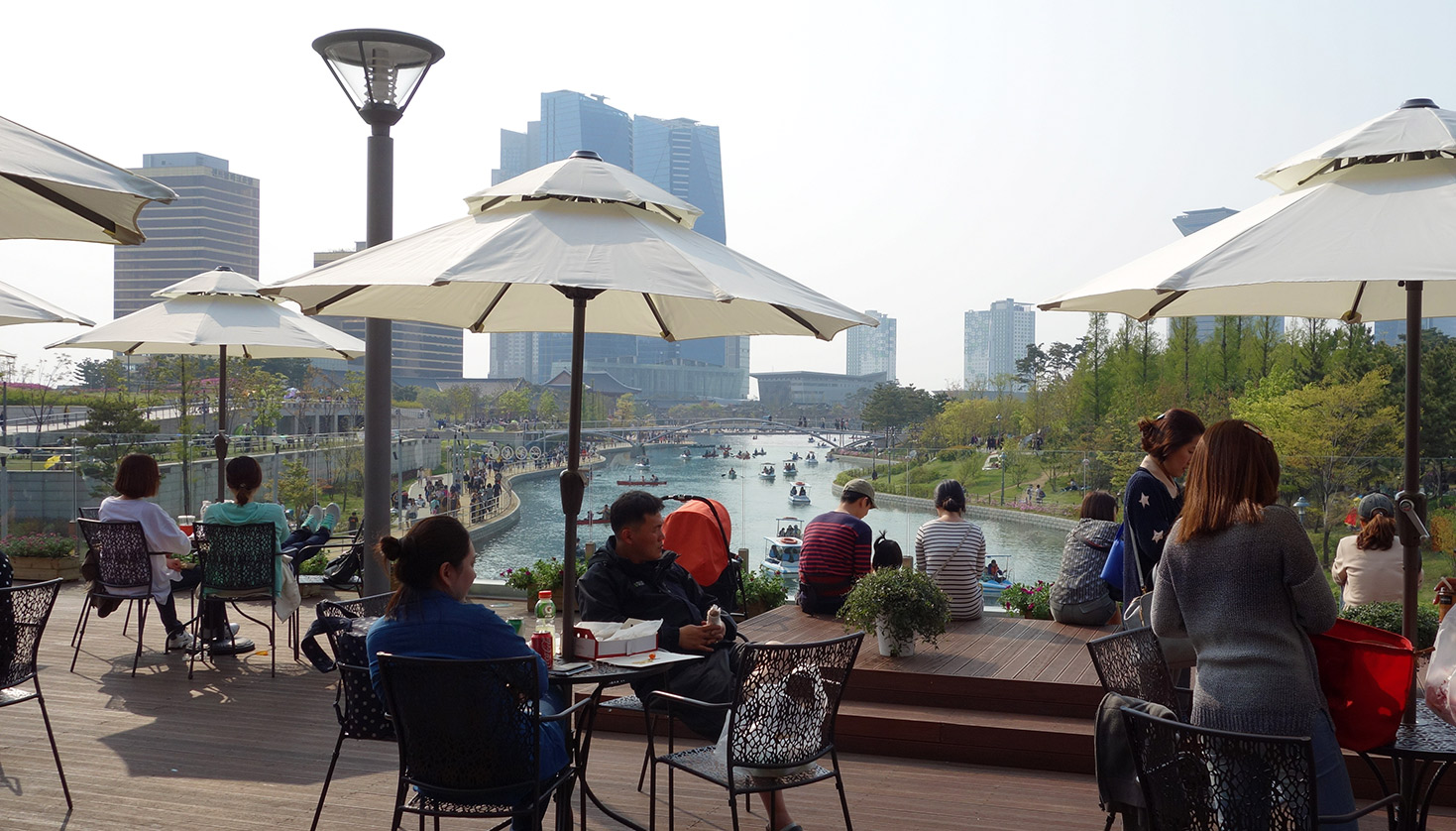
Sân có quán cà phê nhìn ra hồ nước
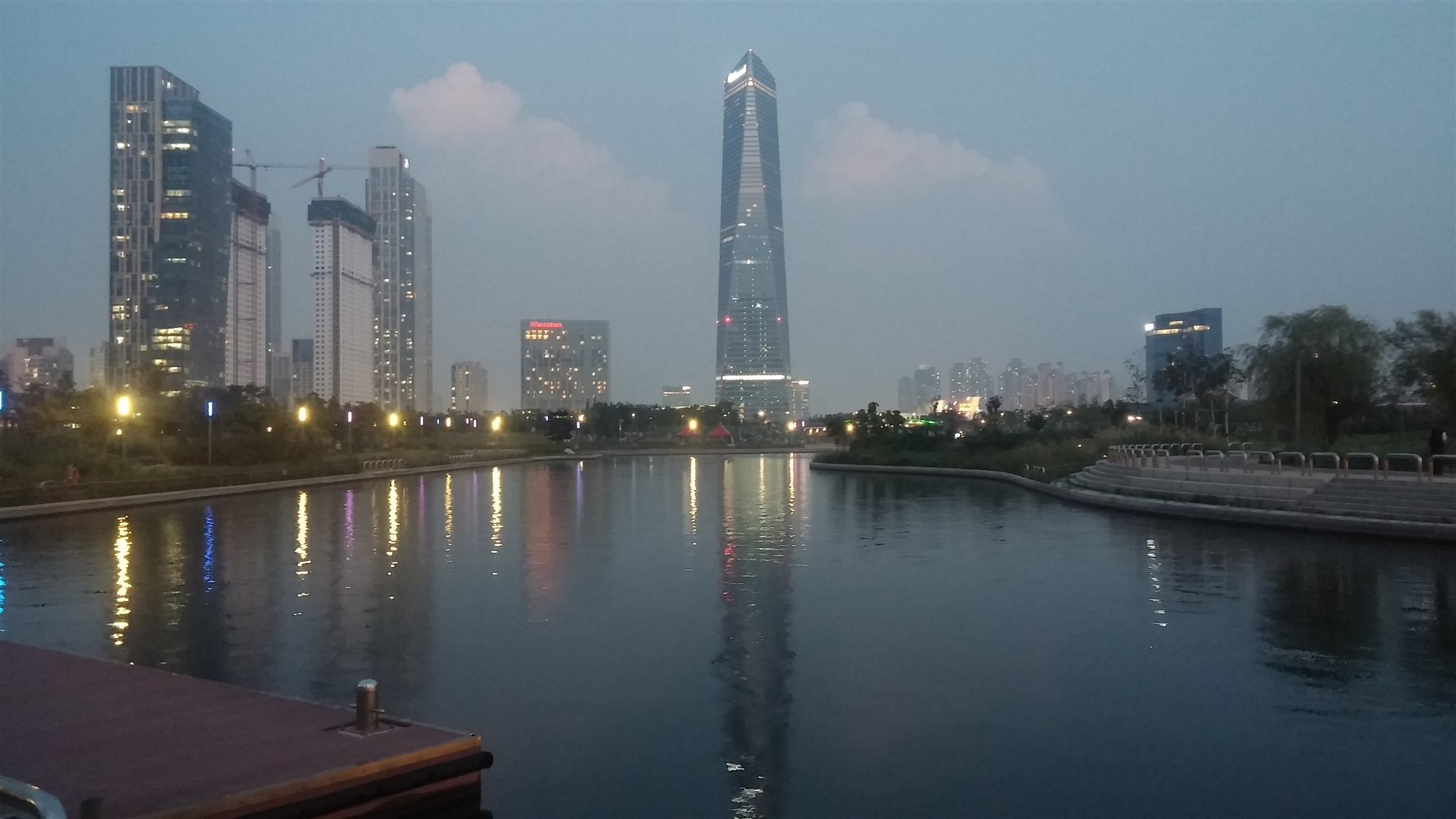
Công viên Trung tâm vào buổi tối
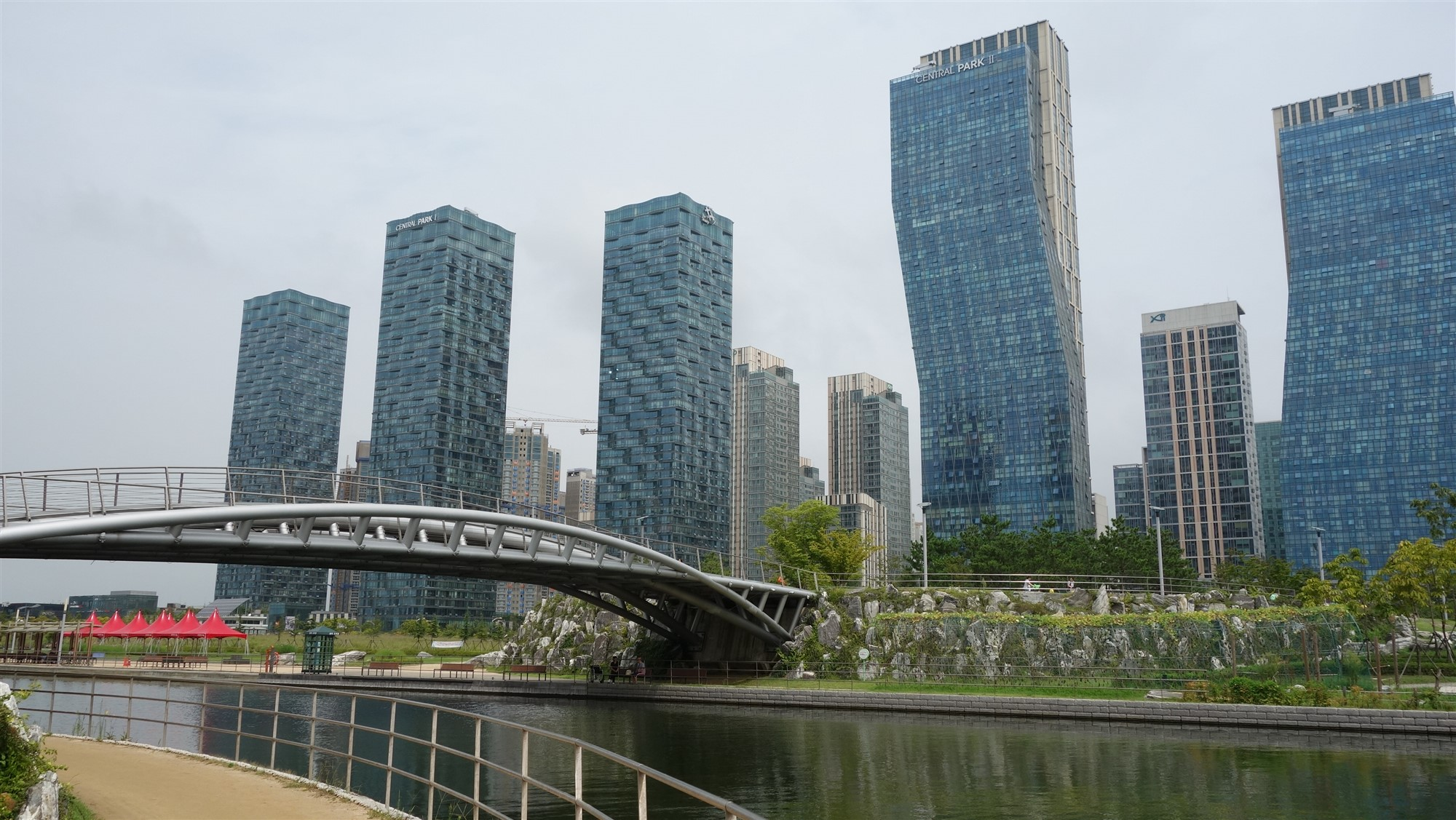
Những tòa nhà cao tầng nhìn từ cầu Công viên Trung tâm
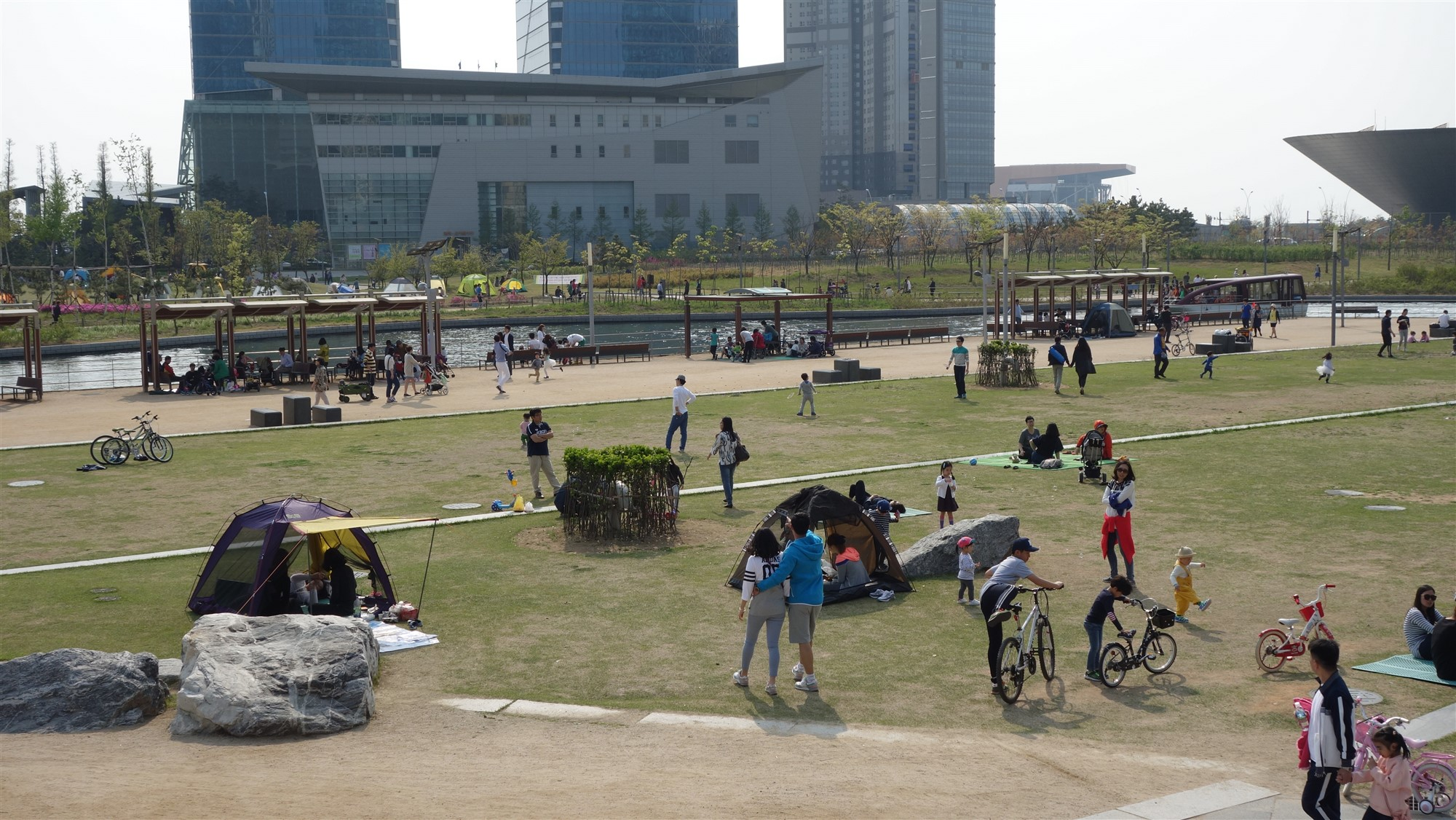
Bãi cỏ Công viên Trung tâm
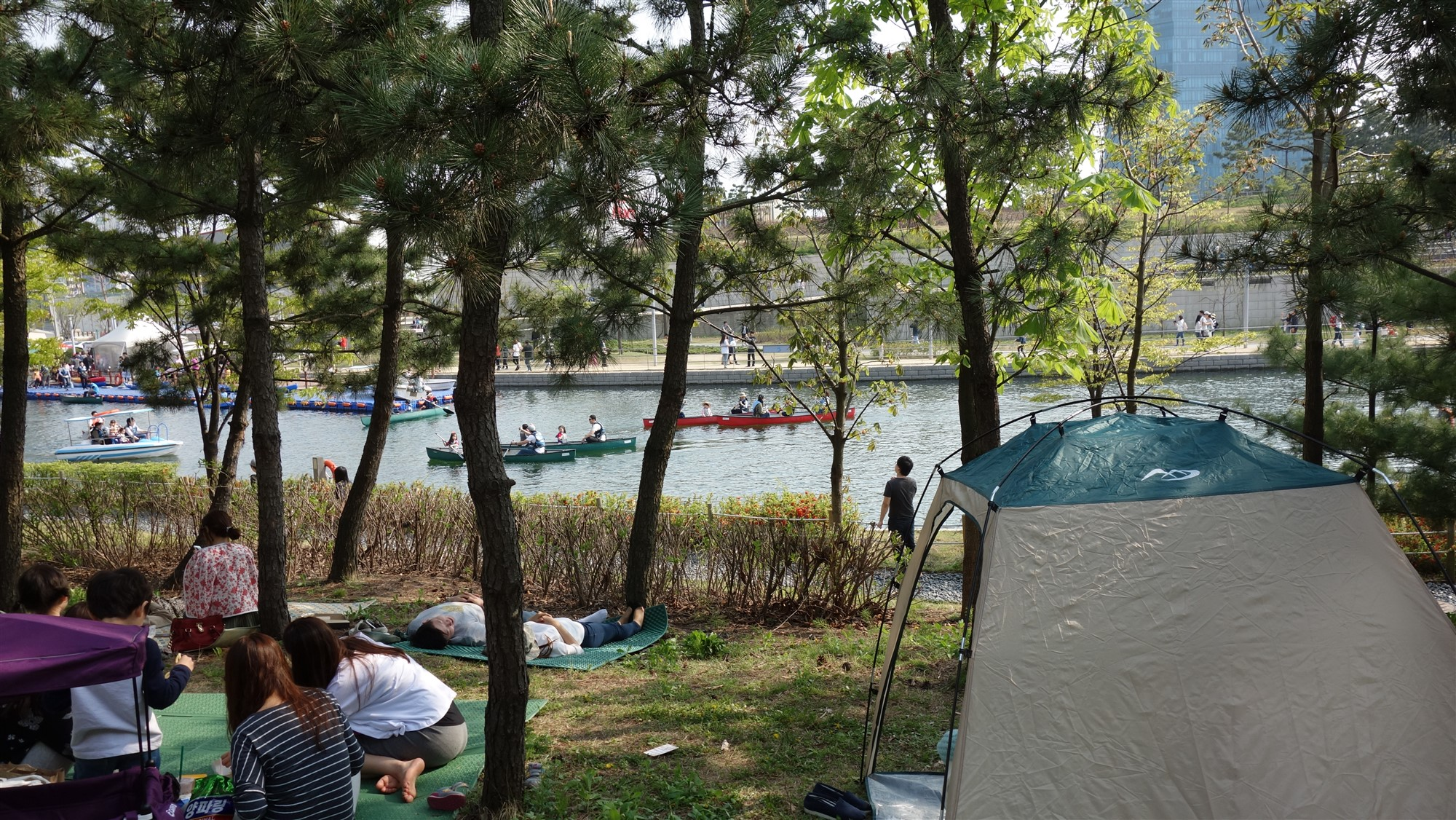
Những người cắm trại
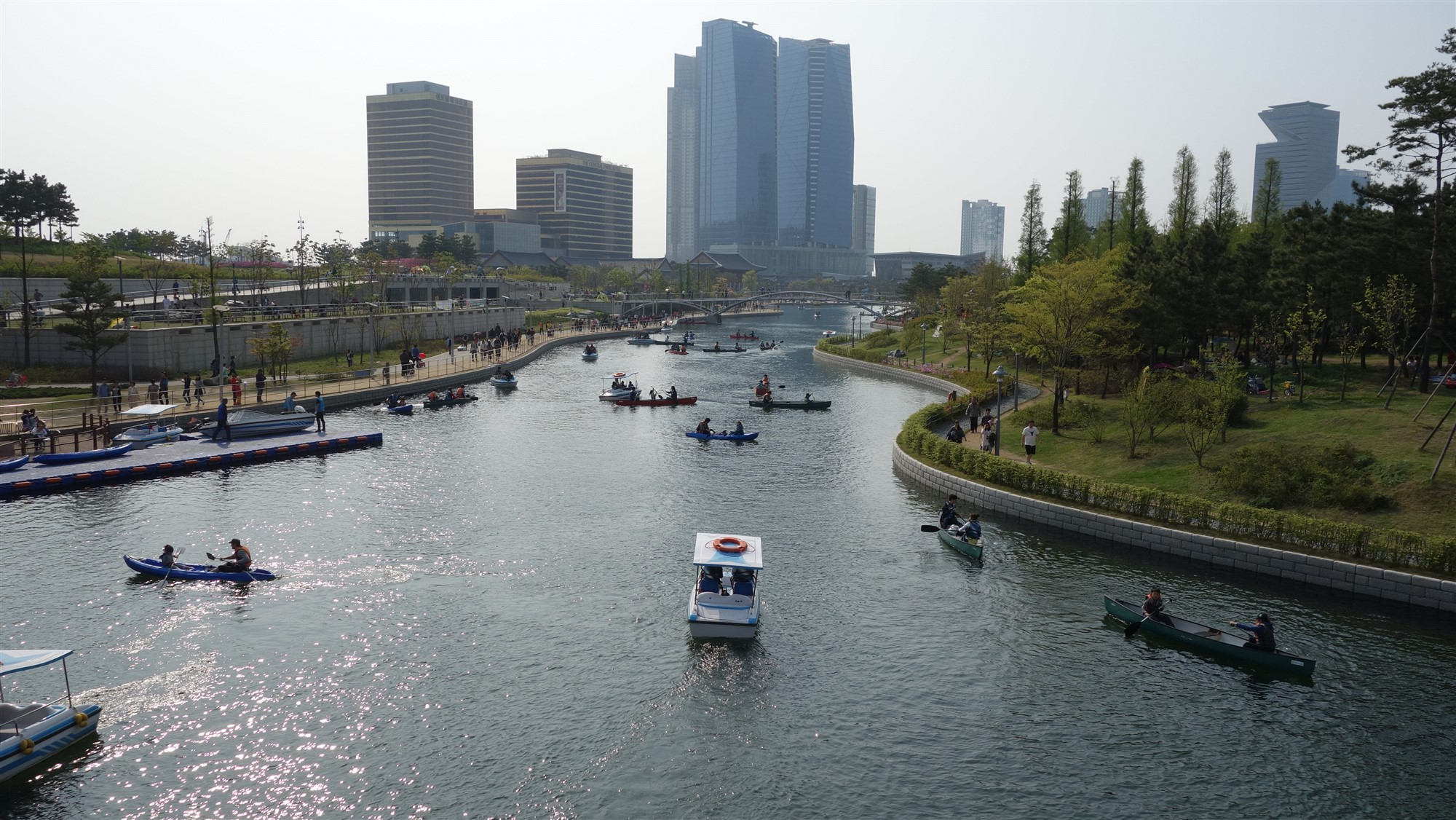
Hồ Công viên Trung tâm
Songdo Tri-BowlSongdo Tri-Bowl